# Senatori di New York
La seguente è una lista dei senatori dello Stato di New York dal 1789.

## Elenco

### Classe 1
| N.                                       | Foto                                     | Senatore                                 | Partito                                  | Carica                                   | Carica                                   | Congresso                                                                           | Mandato                                                                                          | Storia elettorale |
| N.                                       | Foto                                     | Senatore                                 | Partito                                  | Inizio                                   | Termine                                  | Congresso                                                                           | Mandato                                                                                          | Storia elettorale |
| ---------------------------------------- | ---------------------------------------- | ---------------------------------------- | ---------------------------------------- | ---------------------------------------- | ---------------------------------------- | ----------------------------------------------------------------------------------- | ------------------------------------------------------------------------------------------------ | --- |
| 1                                        |                                          | Philip Schuyler (1733-1804)              | Pro- Amministrazione                     | 27 luglio 1789                           | 3 marzo 1791                             | 1                                                                                   | 1                                                                                                | Eletto nel 1789 Perse la rielezione                                                                                  |
| 2                                        |                                          | Aaron Burr (1756-1836)                   | Anti- Amministrazione                    | 4 marzo 1791                             | 3 marzo 1797                             | 2                                                                                   | 1                                                                                                | Eletto nel 1791 Perse la rielezione                                                                                  |
| 2                                        | 3                                        | Aaron Burr (1756-1836)                   | Anti- Amministrazione                    | 4 marzo 1791                             | 3 marzo 1797                             |                                                                                     | 1                                                                                                | Eletto nel 1791 Perse la rielezione                                                                                  |
| 2                                        | Democratico- Repubblicano                | Aaron Burr (1756-1836)                   | 4                                        | 4 marzo 1791                             | 3 marzo 1797                             |                                                                                     | 1                                                                                                | Eletto nel 1791 Perse la rielezione                                                                                  |
| 3                                        |                                          | Philip Schuyler (1733-1804)              | Federalista                              | 4 marzo 1797                             | 3 gennaio 1798                           | 5                                                                                   | 1⁄2                                                                                              | Eletto nel 1797 Rassegnò le dimissioni per motivi di salute                                                          |
| Vacante                                  | Vacante                                  | Vacante                                  | Vacante                                  | 3 gennaio 1798                           | 2 febbraio 1798                          | 5                                                                                   | 1⁄2                                                                                              | |
| 4                                        |                                          | John Sloss Hobart (1738-1805)            | Federalista                              | 2 febbraio 1798                          | 16 aprile 1798                           | 5                                                                                   | 1⁄2                                                                                              | Eletto per terminare il mandato di Schuyler Rassegnò le dimissioni per diventare giudice federale                    |
| Vacante                                  | Vacante                                  | Vacante                                  | Vacante                                  | 16 aprile 1798                           | 5 maggio 1798                            | 5                                                                                   | 1⁄2                                                                                              | |
| 5                                        |                                          | William North (1755-1836)                | Federalista                              | 5 maggio 1798                            | 17 agosto 1798                           | 5                                                                                   | 1⁄2                                                                                              | Nominato per continuare il mandato di Hobart Successore eletto                                                       |
| Vacante                                  | Vacante                                  | Vacante                                  | Vacante                                  | 17 agosto 1798                           | 11 dicembre 1798                         | 5                                                                                   | 1⁄2                                                                                              | |
| 6                                        |                                          | James Watson (1750-1806)                 | Federalista                              | 11 dicembre 1798                         | 19 marzo 1800                            | 5                                                                                   | 1⁄2                                                                                              | Eletto per terminare il mandato di Hobart Rassegnò le dimissioni per diventare Naval Officer of the Port of New York |
| 6                                        | 6                                        | James Watson (1750-1806)                 | Federalista                              | 11 dicembre 1798                         | 19 marzo 1800                            |                                                                                     | 1⁄2                                                                                              | |
| Vacante                                  | Vacante                                  | Vacante                                  | Vacante                                  | 19 marzo 1800                            | 3 maggio 1800                            |                                                                                     | 1⁄2                                                                                              | |
| 7                                        |                                          | Gouverneur Morris (1752-1816)            | Federalista                              | 3 maggio 1800                            | 3 marzo 1803                             |                                                                                     | 1⁄2                                                                                              | |
| 7                                        | 7                                        | Gouverneur Morris (1752-1816)            | Federalista                              | 3 maggio 1800                            | 3 marzo 1803                             | Eletto per terminare il mandato di Watson Perse la rielezione                       | 1⁄2                                                                                              | |
| 8                                        |                                          | Theodorus Bailey (1758-1828)             | Democratico- Repubblicano                | 4 marzo 1803                             | 16 gennaio 1804                          | 8                                                                                   | 1⁄2                                                                                              | Eletto nel 1803 Rassegnò le dimissioni                                                                               |
| Vacante                                  | Vacante                                  | Vacante                                  | Vacante                                  | 16 gennaio 1804                          | 25 febbraio 1804                         | 8                                                                                   | 1⁄2                                                                                              | |
| 9                                        |                                          | John Armstrong, Jr. (1758-1843)          | Democratico- Repubblicano                | 25 febbraio 1804                         | 30 giugno 1804                           | 8                                                                                   | 1⁄2                                                                                              | Eletto per terminare il mandato di Bailey Rassegnò le dimissioni per diventare Ambasciatore in Francia               |
| Vacante                                  | Vacante                                  | Vacante                                  | Vacante                                  | 30 giugno 1804                           | 23 novembre 1804                         | 8                                                                                   | 1⁄2                                                                                              | |
| 10                                       |                                          | Samuel L. Mitchill (1764-1831)           | Democratico- Repubblicano                | 23 novembre 1804                         | 3 marzo 1809                             | 8                                                                                   | 1⁄2                                                                                              | Eletto per terminare il mandato di Armstrong Perse la rielezione                                                     |
| 10                                       | 9                                        | Samuel L. Mitchill (1764-1831)           | Democratico- Repubblicano                | 23 novembre 1804                         | 3 marzo 1809                             |                                                                                     | 1⁄2                                                                                              | Eletto per terminare il mandato di Armstrong Perse la rielezione                                                     |
| 10                                       | 10                                       | Samuel L. Mitchill (1764-1831)           | Democratico- Repubblicano                | 23 novembre 1804                         | 3 marzo 1809                             |                                                                                     | 1⁄2                                                                                              | Eletto per terminare il mandato di Armstrong Perse la rielezione                                                     |
| 11                                       |                                          | Obadiah German (1766-1842)               | Democratico- Repubblicano                | 4 marzo 1809                             | 3 marzo 1815                             | 11                                                                                  | 1                                                                                                | Eletto nel 1809 |
| 11                                       | 12                                       | Obadiah German (1766-1842)               | Democratico- Repubblicano                | 4 marzo 1809                             | 3 marzo 1815                             |                                                                                     | 1                                                                                                | Eletto nel 1809 |
| 11                                       | 13                                       | Obadiah German (1766-1842)               | Democratico- Repubblicano                | 4 marzo 1809                             | 3 marzo 1815                             |                                                                                     | 1                                                                                                | Eletto nel 1809 |
| 12                                       |                                          | Nathan Sanford (1777-1838)               | Democratico- Repubblicano                | 4 marzo 1815                             | 3 marzo 1821                             | 14                                                                                  | 1                                                                                                | Eletto nel 1815 Perse la rielezione                                                                                  |
| 12                                       | 15                                       | Nathan Sanford (1777-1838)               | Democratico- Repubblicano                | 4 marzo 1815                             | 3 marzo 1821                             |                                                                                     | 1                                                                                                | Eletto nel 1815 Perse la rielezione                                                                                  |
| 12                                       | 16                                       | Nathan Sanford (1777-1838)               | Democratico- Repubblicano                | 4 marzo 1815                             | 3 marzo 1821                             |                                                                                     | 1                                                                                                | Eletto nel 1815 Perse la rielezione                                                                                  |
| 13                                       |                                          | Martin Van Buren (1782-1862)             | Democratico- Repubblicano/ Bucktails     | 4 marzo 1821                             | 20 dicembre 1828                         | 17                                                                                  | 1                                                                                                | Eletto nel 1821 |
| 13                                       | Crawford Democratico- Repubblicano       | Martin Van Buren (1782-1862)             | 18                                       | 4 marzo 1821                             | 20 dicembre 1828                         |                                                                                     | 1                                                                                                | Eletto nel 1821 |
| 13                                       | Jacksoniano                              | Martin Van Buren (1782-1862)             | 19                                       | 4 marzo 1821                             | 20 dicembre 1828                         |                                                                                     | 1                                                                                                | Eletto nel 1821 |
| 13                                       | Jacksoniano                              | Martin Van Buren (1782-1862)             | 20                                       | 4 marzo 1821                             | 20 dicembre 1828                         | 1⁄2                                                                                 | Rieletto nel 1827 Rassegnò le dimissioni per diventare Governatore                               | |
| Vacante                                  | Vacante                                  | Vacante                                  | Vacante                                  | 20 dicembre 1828                         | 29 gennaio 1829                          | 1⁄2                                                                                 |                                                                                                  | |
| 14                                       |                                          | Charles E. Dudley (1780-1841)            | 20                                       | Jacksoniano                              | 29 gennaio 1829                          | 1⁄2                                                                                 | 3 marzo 1833                                                                                     | Eletto per terminare il mandato di Van Buren                                                                         |
| 14                                       | 21                                       | Charles E. Dudley (1780-1841)            |                                          | Jacksoniano                              | 29 gennaio 1829                          | 1⁄2                                                                                 | 3 marzo 1833                                                                                     | Eletto per terminare il mandato di Van Buren                                                                         |
| 14                                       | 22                                       | Charles E. Dudley (1780-1841)            |                                          | Jacksoniano                              | 29 gennaio 1829                          | 1⁄2                                                                                 | 3 marzo 1833                                                                                     | Eletto per terminare il mandato di Van Buren                                                                         |
| 15                                       |                                          | Nathaniel P. Tallmadge (1795-1864)       | Jacksoniano                              | 4 marzo 1833                             | 3 marzo 1839                             | 23                                                                                  | 1                                                                                                | Eletto nel 1833 Il legislatore non riuscì a rieleggerlo                                                              |
| 15                                       | 24                                       | Nathaniel P. Tallmadge (1795-1864)       | Jacksoniano                              | 4 marzo 1833                             | 3 marzo 1839                             |                                                                                     | 1                                                                                                | Eletto nel 1833 Il legislatore non riuscì a rieleggerlo                                                              |
| 15                                       | Democratico                              | Nathaniel P. Tallmadge (1795-1864)       | 25                                       | 4 marzo 1833                             | 3 marzo 1839                             |                                                                                     | 1                                                                                                | Eletto nel 1833 Il legislatore non riuscì a rieleggerlo                                                              |
| 15                                       | Vacante                                  | Vacante                                  | Vacante                                  | 4 marzo 1839                             | 27 gennaio 1840                          | 26                                                                                  | 1⁄2                                                                                              | |
| 15                                       |                                          | Nathaniel P. Tallmadge (1795-1864)       | Whig                                     | 27 gennaio 1840                          | 17 giugno 1844                           | 26                                                                                  | 1⁄2                                                                                              | Eletto tardi Rassegnò le dimissioni per diventare Governatore del Wisconsin                                          |
| 15                                       | 27                                       | Nathaniel P. Tallmadge (1795-1864)       | Whig                                     | 27 gennaio 1840                          | 17 giugno 1844                           |                                                                                     | 1⁄2                                                                                              | Eletto tardi Rassegnò le dimissioni per diventare Governatore del Wisconsin                                          |
| 15                                       | 28                                       | Nathaniel P. Tallmadge (1795-1864)       | Whig                                     | 27 gennaio 1840                          | 17 giugno 1844                           |                                                                                     | 1⁄2                                                                                              | Eletto tardi Rassegnò le dimissioni per diventare Governatore del Wisconsin                                          |
| Vacante                                  | Vacante                                  | Vacante                                  | Vacante                                  | 17 giugno 1844                           | 9 dicembre 1844                          |                                                                                     | 1⁄2                                                                                              | |
| 16                                       |                                          | Daniel S. Dickinson (1800-1866)          | Democratico                              | 9 dicembre 1844                          | 3 marzo 1851                             | Nominato per terminare il mandato di Tallmadge                                      | 1⁄2                                                                                              | |
| 16                                       | 29                                       | Daniel S. Dickinson (1800-1866)          | Democratico                              | 9 dicembre 1844                          | 3 marzo 1851                             | 1                                                                                   | Eletto nel 1845 Perse la rielezione                                                              | |
| 16                                       | 30                                       | Daniel S. Dickinson (1800-1866)          | Democratico                              | 9 dicembre 1844                          | 3 marzo 1851                             | 1                                                                                   | Eletto nel 1845 Perse la rielezione                                                              | |
| 16                                       | 31                                       | Daniel S. Dickinson (1800-1866)          | Democratico                              | 9 dicembre 1844                          | 3 marzo 1851                             | 1                                                                                   | Eletto nel 1845 Perse la rielezione                                                              | |
| Vacante                                  | Vacante                                  | Vacante                                  | Vacante                                  | 4 marzo 1851                             | 1 dicembre 1851                          | 32                                                                                  | 1                                                                                                | |
| 17                                       |                                          | Hamilton Fish (1808-1893)                | Whig                                     | 1 dicembre 1851                          | 3 marzo 1857                             | 32                                                                                  | 1                                                                                                | Eletto tardi Ritiratosi                                                                                              |
| 17                                       | 33                                       | Hamilton Fish (1808-1893)                | Whig                                     | 1 dicembre 1851                          | 3 marzo 1857                             |                                                                                     | 1                                                                                                | Eletto tardi Ritiratosi                                                                                              |
| 17                                       | 34                                       | Hamilton Fish (1808-1893)                | Whig                                     | 1 dicembre 1851                          | 3 marzo 1857                             |                                                                                     | 1                                                                                                | Eletto tardi Ritiratosi                                                                                              |
| 18                                       |                                          | Preston King (1806-1865)                 | Repubblicano                             | 4 marzo 1857                             | 3 marzo 1863                             | 35                                                                                  | 1                                                                                                | Eletto nel 1857 Ritiratosi                                                                                           |
| 18                                       | 36                                       | Preston King (1806-1865)                 | Repubblicano                             | 4 marzo 1857                             | 3 marzo 1863                             |                                                                                     | 1                                                                                                | Eletto nel 1857 Ritiratosi                                                                                           |
| 18                                       | 37                                       | Preston King (1806-1865)                 | Repubblicano                             | 4 marzo 1857                             | 3 marzo 1863                             |                                                                                     | 1                                                                                                | Eletto nel 1857 Ritiratosi                                                                                           |
| 19                                       |                                          | Edwin D. Morgan (1811-1883)              | Repubblicano                             | 4 marzo 1863                             | 3 marzo 1869                             | 38                                                                                  | 1                                                                                                | Eletto nel 1863 Perse la rinomina                                                                                    |
| 19                                       | 39                                       | Edwin D. Morgan (1811-1883)              | Repubblicano                             | 4 marzo 1863                             | 3 marzo 1869                             |                                                                                     | 1                                                                                                | Eletto nel 1863 Perse la rinomina                                                                                    |
| 19                                       | 40                                       | Edwin D. Morgan (1811-1883)              | Repubblicano                             | 4 marzo 1863                             | 3 marzo 1869                             |                                                                                     | 1                                                                                                | Eletto nel 1863 Perse la rinomina                                                                                    |
| 20                                       |                                          | Reuben Fenton (1819-1885)                | Repubblicano                             | 4 marzo 1869                             | 3 marzo 1875                             | 41                                                                                  | 1                                                                                                | Eletto nel 1869 Non fu candidato attivo per la rinomina nel 1875.                                                    |
| 20                                       | 42                                       | Reuben Fenton (1819-1885)                | Repubblicano                             | 4 marzo 1869                             | 3 marzo 1875                             |                                                                                     | 1                                                                                                | Eletto nel 1869 Non fu candidato attivo per la rinomina nel 1875.                                                    |
| 20                                       | 43                                       | Reuben Fenton (1819-1885)                | Repubblicano                             | 4 marzo 1869                             | 3 marzo 1875                             |                                                                                     | 1                                                                                                | Eletto nel 1869 Non fu candidato attivo per la rinomina nel 1875.                                                    |
| 21                                       |                                          | Francis Kernan (1816-1892)               | Democratico                              | 4 marzo 1875                             | 3 marzo 1881                             | 44                                                                                  | 1                                                                                                | Eletto nel 1875 Perse la rielezione                                                                                  |
| 21                                       | 45                                       | Francis Kernan (1816-1892)               | Democratico                              | 4 marzo 1875                             | 3 marzo 1881                             |                                                                                     | 1                                                                                                | Eletto nel 1875 Perse la rielezione                                                                                  |
| 21                                       | 46                                       | Francis Kernan (1816-1892)               | Democratico                              | 4 marzo 1875                             | 3 marzo 1881                             |                                                                                     | 1                                                                                                | Eletto nel 1875 Perse la rielezione                                                                                  |
| 22                                       |                                          | Thomas C. Platt (1833-1910)              | Repubblicano                             | 4 marzo 1881                             | 16 maggio 1881                           | 47                                                                                  | 1⁄2                                                                                              | Eletto nel 1881 Rassegnò le dimissioni perché in disaccordo con le nomine federali del Presidente                    |
| Vacante                                  | Vacante                                  | Vacante                                  | Vacante                                  | 16 maggio 1881                           | 11 ottobre 1881                          | 47                                                                                  | 1⁄2                                                                                              | |
| 23                                       |                                          | Warner Miller (1838-1918)                | Repubblicano                             | 11 ottobre 1881                          | 3 marzo 1887                             | 47                                                                                  | 1⁄2                                                                                              | Eletto per terminare il mandato di Platt Perse la rielezione                                                         |
| 23                                       | 48                                       | Warner Miller (1838-1918)                | Repubblicano                             | 11 ottobre 1881                          | 3 marzo 1887                             |                                                                                     | 1⁄2                                                                                              | Eletto per terminare il mandato di Platt Perse la rielezione                                                         |
| 23                                       | 49                                       | Warner Miller (1838-1918)                | Repubblicano                             | 11 ottobre 1881                          | 3 marzo 1887                             |                                                                                     | 1⁄2                                                                                              | Eletto per terminare il mandato di Platt Perse la rielezione                                                         |
| 24                                       |                                          | Frank Hiscock (1834-1914)                | Repubblicano                             | 4 marzo 1887                             | 3 marzo 1893                             | 50                                                                                  | 1                                                                                                | Eletto nel 1887 Perse la rielezione                                                                                  |
| 24                                       | 51                                       | Frank Hiscock (1834-1914)                | Repubblicano                             | 4 marzo 1887                             | 3 marzo 1893                             |                                                                                     | 1                                                                                                | Eletto nel 1887 Perse la rielezione                                                                                  |
| 24                                       | 52                                       | Frank Hiscock (1834-1914)                | Repubblicano                             | 4 marzo 1887                             | 3 marzo 1893                             |                                                                                     | 1                                                                                                | Eletto nel 1887 Perse la rielezione                                                                                  |
| 25                                       |                                          | Edward Murphy, Jr. (1834-1911)           | Democratico                              | 4 marzo 1893                             | 3 marzo 1899                             | 53                                                                                  | 1                                                                                                | Eletto nel 1893 Perse la rielezione                                                                                  |
| 25                                       | 54                                       | Edward Murphy, Jr. (1834-1911)           | Democratico                              | 4 marzo 1893                             | 3 marzo 1899                             |                                                                                     | 1                                                                                                | Eletto nel 1893 Perse la rielezione                                                                                  |
| 25                                       | 55                                       | Edward Murphy, Jr. (1834-1911)           | Democratico                              | 4 marzo 1893                             | 3 marzo 1899                             |                                                                                     | 1                                                                                                | Eletto nel 1893 Perse la rielezione                                                                                  |
| 26                                       |                                          | Chauncey Depew (1834-1928)               | Repubblicano                             | 4 marzo 1899                             | 3 marzo 1911                             | 56                                                                                  | 1                                                                                                | Eletto nel 1899 |
| 26                                       | 57                                       | Chauncey Depew (1834-1928)               | Repubblicano                             | 4 marzo 1899                             | 3 marzo 1911                             |                                                                                     | 1                                                                                                | Eletto nel 1899 |
| 26                                       | 58                                       | Chauncey Depew (1834-1928)               | Repubblicano                             | 4 marzo 1899                             | 3 marzo 1911                             |                                                                                     | 1                                                                                                | Eletto nel 1899 |
| 26                                       | 59                                       | Chauncey Depew (1834-1928)               | Repubblicano                             | 4 marzo 1899                             | 3 marzo 1911                             | 2                                                                                   | Rieletto nel 1905 Perse la rielezione                                                            | |
| 26                                       | 60                                       | Chauncey Depew (1834-1928)               | Repubblicano                             | 4 marzo 1899                             | 3 marzo 1911                             | 2                                                                                   | Rieletto nel 1905 Perse la rielezione                                                            | |
| 26                                       | 61                                       | Chauncey Depew (1834-1928)               | Repubblicano                             | 4 marzo 1899                             | 3 marzo 1911                             | 2                                                                                   | Rieletto nel 1905 Perse la rielezione                                                            | |
| Vacante                                  | Vacante                                  | Vacante                                  | Vacante                                  | 3 marzo 1911                             | 4 aprile 1911                            | 62                                                                                  | 1                                                                                                | |
| 27                                       |                                          | James A. O'Gorman (1860-1943)            | Democratico                              | 4 aprile 1911                            | 3 marzo 1917                             | 62                                                                                  | 1                                                                                                | Eletto tardi Ritiratosi                                                                                              |
| 27                                       | 63                                       | James A. O'Gorman (1860-1943)            | Democratico                              | 4 aprile 1911                            | 3 marzo 1917                             |                                                                                     | 1                                                                                                | Eletto tardi Ritiratosi                                                                                              |
| 27                                       | 64                                       | James A. O'Gorman (1860-1943)            | Democratico                              | 4 aprile 1911                            | 3 marzo 1917                             |                                                                                     | 1                                                                                                | Eletto tardi Ritiratosi                                                                                              |
| 28                                       |                                          | William M. Calder (1869-1945)            | Repubblicano                             | 4 marzo 1917                             | 3 marzo 1923                             | 65                                                                                  | 1                                                                                                | Eletto nel 1916 Perse la rielezione                                                                                  |
| 28                                       | 66                                       | William M. Calder (1869-1945)            | Repubblicano                             | 4 marzo 1917                             | 3 marzo 1923                             |                                                                                     | 1                                                                                                | Eletto nel 1916 Perse la rielezione                                                                                  |
| 28                                       | 67                                       | William M. Calder (1869-1945)            | Repubblicano                             | 4 marzo 1917                             | 3 marzo 1923                             |                                                                                     | 1                                                                                                | Eletto nel 1916 Perse la rielezione                                                                                  |
| 29                                       |                                          | Royal S. Copeland (1868-1938)            | Democratico                              | 4 marzo 1923                             | 17 giugno 1938                           | 68                                                                                  | 1                                                                                                | Eletto nel 1922 |
| 29                                       | 69                                       | Royal S. Copeland (1868-1938)            | Democratico                              | 4 marzo 1923                             | 17 giugno 1938                           |                                                                                     | 1                                                                                                | Eletto nel 1922 |
| 29                                       | 70                                       | Royal S. Copeland (1868-1938)            | Democratico                              | 4 marzo 1923                             | 17 giugno 1938                           |                                                                                     | 1                                                                                                | Eletto nel 1922 |
| 29                                       | 71                                       | Royal S. Copeland (1868-1938)            | Democratico                              | 4 marzo 1923                             | 17 giugno 1938                           | 2                                                                                   | Rieletto nel 1928                                                                                | |
| 29                                       | 72                                       | Royal S. Copeland (1868-1938)            | Democratico                              | 4 marzo 1923                             | 17 giugno 1938                           | 2                                                                                   | Rieletto nel 1928                                                                                | |
| 29                                       | 73                                       | Royal S. Copeland (1868-1938)            | Democratico                              | 4 marzo 1923                             | 17 giugno 1938                           | 2                                                                                   | Rieletto nel 1928                                                                                | |
| 29                                       | 74                                       | Royal S. Copeland (1868-1938)            | Democratico                              | 4 marzo 1923                             | 17 giugno 1938                           | 1⁄2                                                                                 | Rieletto nel 1934 Deceduto                                                                       | |
| 29                                       | 75                                       | Royal S. Copeland (1868-1938)            | Democratico                              | 4 marzo 1923                             | 17 giugno 1938                           | 1⁄2                                                                                 | Rieletto nel 1934 Deceduto                                                                       | |
| Vacante                                  | Vacante                                  | Vacante                                  | Vacante                                  | 17 giugno 1938                           | 3 dicembre 1938                          | 1⁄2                                                                                 |                                                                                                  | |
| 30                                       |                                          | James M. Mead (1885-1964)                | Democratico                              | 3 dicembre 1938                          | 3 gennaio 1947                           | 1⁄2                                                                                 | Eletto per terminare il mandato di Copeland                                                      | |
| 30                                       | 76                                       | James M. Mead (1885-1964)                | Democratico                              | 3 dicembre 1938                          | 3 gennaio 1947                           | 1⁄2                                                                                 | Eletto per terminare il mandato di Copeland                                                      | |
| 30                                       | 77                                       | James M. Mead (1885-1964)                | Democratico                              | 3 dicembre 1938                          | 3 gennaio 1947                           | 27                                                                                  | Rieletto nel 1940 Ritiratosi per correre alla carica di Governatore                              | |
| 30                                       | 78                                       | James M. Mead (1885-1964)                | Democratico                              | 3 dicembre 1938                          | 3 gennaio 1947                           | 27                                                                                  | Rieletto nel 1940 Ritiratosi per correre alla carica di Governatore                              | |
| 30                                       | 79                                       | James M. Mead (1885-1964)                | Democratico                              | 3 dicembre 1938                          | 3 gennaio 1947                           | 27                                                                                  | Rieletto nel 1940 Ritiratosi per correre alla carica di Governatore                              | |
| 31                                       |                                          | Irving M. Ives (1896-1962)               | Repubblicano                             | 3 gennaio 1947                           | 3 gennaio 1959                           | 80                                                                                  | 1                                                                                                | Eletto nel 1946 |
| 31                                       | 81                                       | Irving M. Ives (1896-1962)               | Repubblicano                             | 3 gennaio 1947                           | 3 gennaio 1959                           |                                                                                     | 1                                                                                                | Eletto nel 1946 |
| 31                                       | 82                                       | Irving M. Ives (1896-1962)               | Repubblicano                             | 3 gennaio 1947                           | 3 gennaio 1959                           |                                                                                     | 1                                                                                                | Eletto nel 1946 |
| 31                                       | 83                                       | Irving M. Ives (1896-1962)               | Repubblicano                             | 3 gennaio 1947                           | 3 gennaio 1959                           | 2                                                                                   | Rieletto nel 1952 Ritiratosi                                                                     | |
| 31                                       | 84                                       | Irving M. Ives (1896-1962)               | Repubblicano                             | 3 gennaio 1947                           | 3 gennaio 1959                           | 2                                                                                   | Rieletto nel 1952 Ritiratosi                                                                     | |
| 31                                       | 85                                       | Irving M. Ives (1896-1962)               | Repubblicano                             | 3 gennaio 1947                           | 3 gennaio 1959                           | 2                                                                                   | Rieletto nel 1952 Ritiratosi                                                                     | |
| 32                                       |                                          | Kenneth Keating (1900-1975)              | Repubblicano                             | 3 gennaio 1959                           | 3 gennaio 1965                           | 86                                                                                  | 1                                                                                                | Eletto nel 1958 Perse la rielezione                                                                                  |
| 32                                       | 87                                       | Kenneth Keating (1900-1975)              | Repubblicano                             | 3 gennaio 1959                           | 3 gennaio 1965                           |                                                                                     | 1                                                                                                | Eletto nel 1958 Perse la rielezione                                                                                  |
| 32                                       | 88                                       | Kenneth Keating (1900-1975)              | Repubblicano                             | 3 gennaio 1959                           | 3 gennaio 1965                           |                                                                                     | 1                                                                                                | Eletto nel 1958 Perse la rielezione                                                                                  |
| 33                                       |                                          | Robert F. Kennedy (1925-1968)            | Democratico                              | 3 gennaio 1965                           | 6 giugno 1968                            | 89                                                                                  | 1⁄2                                                                                              | Eletto nel 1964 Assassinato                                                                                          |
| 33                                       | 90                                       | Robert F. Kennedy (1925-1968)            | Democratico                              | 3 gennaio 1965                           | 6 giugno 1968                            |                                                                                     | 1⁄2                                                                                              | Eletto nel 1964 Assassinato                                                                                          |
| Vacante                                  | Vacante                                  | Vacante                                  | Vacante                                  | 6 giugno 1968                            | 10 settembre 1968                        |                                                                                     | 1⁄2                                                                                              | |
| 34                                       |                                          | Charles Goodell (1926-1987)              | Repubblicano                             | 10 settembre 1968                        | 3 gennaio 1971                           | Nominato per continuare il mandato di Kennedy Perse l'elezione per un mandato pieno | 1⁄2                                                                                              | |
| 34                                       | 91                                       | Charles Goodell (1926-1987)              | Repubblicano                             | 10 settembre 1968                        | 3 gennaio 1971                           | Nominato per continuare il mandato di Kennedy Perse l'elezione per un mandato pieno | 1⁄2                                                                                              | |
| 35                                       |                                          | James L. Buckley (1923-)                 | Conservatore                             | 3 gennaio 1971                           | 3 gennaio 1977                           | 92                                                                                  | 1                                                                                                | Eletto nel 1970 Perse la rielezione                                                                                  |
| 35                                       | 93                                       | James L. Buckley (1923-)                 | Conservatore                             | 3 gennaio 1971                           | 3 gennaio 1977                           |                                                                                     | 1                                                                                                | Eletto nel 1970 Perse la rielezione                                                                                  |
| 35                                       | 94                                       | James L. Buckley (1923-)                 | Conservatore                             | 3 gennaio 1971                           | 3 gennaio 1977                           |                                                                                     | 1                                                                                                | Eletto nel 1970 Perse la rielezione                                                                                  |
| 36                                       |                                          | Daniel Patrick Moynihan (1927-2003)      | Democratico                              | 3 gennaio 1977                           | 3 gennaio 2001                           | 95                                                                                  | 1                                                                                                | Eletto nel 1976 |
| 36                                       | 96                                       | Daniel Patrick Moynihan (1927-2003)      | Democratico                              | 3 gennaio 1977                           | 3 gennaio 2001                           |                                                                                     | 1                                                                                                | Eletto nel 1976 |
| 36                                       | 97                                       | Daniel Patrick Moynihan (1927-2003)      | Democratico                              | 3 gennaio 1977                           | 3 gennaio 2001                           |                                                                                     | 1                                                                                                | Eletto nel 1976 |
| 36                                       | 98                                       | Daniel Patrick Moynihan (1927-2003)      | Democratico                              | 3 gennaio 1977                           | 3 gennaio 2001                           | 2                                                                                   | Rieletto nel 1982                                                                                | |
| 36                                       | 99                                       | Daniel Patrick Moynihan (1927-2003)      | Democratico                              | 3 gennaio 1977                           | 3 gennaio 2001                           | 2                                                                                   | Rieletto nel 1982                                                                                | |
| 36                                       | 100                                      | Daniel Patrick Moynihan (1927-2003)      | Democratico                              | 3 gennaio 1977                           | 3 gennaio 2001                           | 2                                                                                   | Rieletto nel 1982                                                                                | |
| 36                                       | 101                                      | Daniel Patrick Moynihan (1927-2003)      | Democratico                              | 3 gennaio 1977                           | 3 gennaio 2001                           | 3                                                                                   | Rieletto nel 1988                                                                                | |
| 36                                       | 102                                      | Daniel Patrick Moynihan (1927-2003)      | Democratico                              | 3 gennaio 1977                           | 3 gennaio 2001                           | 3                                                                                   | Rieletto nel 1988                                                                                | |
| 36                                       | 103                                      | Daniel Patrick Moynihan (1927-2003)      | Democratico                              | 3 gennaio 1977                           | 3 gennaio 2001                           | 3                                                                                   | Rieletto nel 1988                                                                                | |
| 36                                       | 104                                      | Daniel Patrick Moynihan (1927-2003)      | Democratico                              | 3 gennaio 1977                           | 3 gennaio 2001                           | 4                                                                                   | Rieletto nel 1994 Ritiratosi                                                                     | |
| 36                                       | 105                                      | Daniel Patrick Moynihan (1927-2003)      | Democratico                              | 3 gennaio 1977                           | 3 gennaio 2001                           | 4                                                                                   | Rieletto nel 1994 Ritiratosi                                                                     | |
| 36                                       | 106                                      | Daniel Patrick Moynihan (1927-2003)      | Democratico                              | 3 gennaio 1977                           | 3 gennaio 2001                           | 4                                                                                   | Rieletto nel 1994 Ritiratosi                                                                     | |
| 37                                       |                                          | Hillary Rodham Clinton (1947-)           | Democratico                              | 3 gennaio 2001                           | 21 gennaio 2009                          | 107                                                                                 | 1                                                                                                | Eletta nel 2000 |
| 37                                       | 108                                      | Hillary Rodham Clinton (1947-)           | Democratico                              | 3 gennaio 2001                           | 21 gennaio 2009                          |                                                                                     | 1                                                                                                | Eletta nel 2000 |
| 37                                       | 109                                      | Hillary Rodham Clinton (1947-)           | Democratico                              | 3 gennaio 2001                           | 21 gennaio 2009                          |                                                                                     | 1                                                                                                | Eletta nel 2000 |
| 37                                       | 110                                      | Hillary Rodham Clinton (1947-)           | Democratico                              | 3 gennaio 2001                           | 21 gennaio 2009                          | 1⁄2                                                                                 | Rieletta nel 2006 Rassegnò le dimissioni per diventare Segretario di Stato                       | |
| 37                                       | 111                                      | Hillary Rodham Clinton (1947-)           | Democratico                              | 3 gennaio 2001                           | 21 gennaio 2009                          | 1⁄2                                                                                 | Rieletta nel 2006 Rassegnò le dimissioni per diventare Segretario di Stato                       | |
| Vacante                                  | Vacante                                  | Vacante                                  | Vacante                                  | 21 gennaio 2009                          | 25 gennaio 2009                          | 1⁄2                                                                                 |                                                                                                  | |
| 38                                       |                                          | Kirsten Gillibrand (1966-)               | Democratico                              | 25 gennaio 2009                          | in carica                                | 1⁄2                                                                                 | Nominata per continuare il mandato della Clinton. Eletta per terminare il mandato della Clinton. | |
| 38                                       | 112                                      | Kirsten Gillibrand (1966-)               | Democratico                              | 25 gennaio 2009                          | in carica                                | 1⁄2                                                                                 | Nominata per continuare il mandato della Clinton. Eletta per terminare il mandato della Clinton. | |
| 38                                       | 113                                      | Kirsten Gillibrand (1966-)               | Democratico                              | 25 gennaio 2009                          | in carica                                | 1                                                                                   | Rieletta nel 2012                                                                                | |
| 38                                       | 114                                      | Kirsten Gillibrand (1966-)               | Democratico                              | 25 gennaio 2009                          | in carica                                | 1                                                                                   | Rieletta nel 2012                                                                                | |
| 38                                       | 115                                      | Kirsten Gillibrand (1966-)               | Democratico                              | 25 gennaio 2009                          | in carica                                | 1                                                                                   | Rieletta nel 2012                                                                                | |
| 38                                       | 116                                      | Kirsten Gillibrand (1966-)               | Democratico                              | 25 gennaio 2009                          | in carica                                | 2                                                                                   | Rieletta nel 2018                                                                                | |
| 38                                       | 117                                      | Kirsten Gillibrand (1966-)               | Democratico                              | 25 gennaio 2009                          | in carica                                | 2                                                                                   | Rieletta nel 2018                                                                                | |
| 38                                       | 118                                      | Kirsten Gillibrand (1966-)               | Democratico                              | 25 gennaio 2009                          | in carica                                | 2                                                                                   | Rieletta nel 2018                                                                                | |
| Da determinarsi con le elezioni del 2024 | Da determinarsi con le elezioni del 2024 | Da determinarsi con le elezioni del 2024 | Da determinarsi con le elezioni del 2024 | Da determinarsi con le elezioni del 2024 | Da determinarsi con le elezioni del 2024 | 119                                                                                 |                                                                                                  | |
| Da determinarsi con le elezioni del 2024 | Da determinarsi con le elezioni del 2024 | Da determinarsi con le elezioni del 2024 | Da determinarsi con le elezioni del 2024 | Da determinarsi con le elezioni del 2024 | Da determinarsi con le elezioni del 2024 | 120                                                                                 |                                                                                                  | |
| Da determinarsi con le elezioni del 2024 | Da determinarsi con le elezioni del 2024 | Da determinarsi con le elezioni del 2024 | Da determinarsi con le elezioni del 2024 | Da determinarsi con le elezioni del 2024 | Da determinarsi con le elezioni del 2024 | 121                                                                                 |                                                                                                  | |

### Classe 3
| N.                                       | Foto                                     | Senatore                                 | Partito                                  | Carica                                   | Carica                                   | Congresso | Mandato                                                                                              | Storia elettorale |
| N.                                       | Foto                                     | Senatore                                 | Partito                                  | Inizio                                   | Termine                                  | Congresso | Mandato                                                                                              | Storia elettorale |
| ---------------------------------------- | ---------------------------------------- | ---------------------------------------- | ---------------------------------------- | ---------------------------------------- | ---------------------------------------- | --------- | --- | --- |
| 1                                        |                                          | Rufus King (1755-1827)                   | Pro- Amministrazione                     | 25 luglio 1789                           | 23 maggio 1796                           | 1         | 1 | Eletto nel 1789 |
| 1                                        | 2                                        | Rufus King (1755-1827)                   | Pro- Amministrazione                     | 25 luglio 1789                           | 23 maggio 1796                           |           | 1 | Eletto nel 1789 |
| 1                                        | 3                                        | Rufus King (1755-1827)                   | Pro- Amministrazione                     | 25 luglio 1789                           | 23 maggio 1796                           |           | 1 | Eletto nel 1789 |
| 1                                        | Federalista                              | Rufus King (1755-1827)                   | 4                                        | 25 luglio 1789                           | 23 maggio 1796                           | 1⁄2       | Rieletto nel 1795 Rassegnò le dimissioni per diventare Ambasciatore in Gran Bretagna                 | |
| Vacante                                  | Vacante                                  | Vacante                                  | Vacante                                  | 23 maggio 1796                           | 8 dicembre 1796                          | 1⁄2       | | |
| 2                                        |                                          | John Laurance (1750-1810)                | 4                                        | Federalista                              | 8 dicembre 1796                          | 1⁄2       | Agosto 1800                                                                                          | Eletto per terminare il mandato di King Rassegnò le dimissioni                                                                         |
| 2                                        | 5                                        | John Laurance (1750-1810)                |                                          | Federalista                              | 8 dicembre 1796                          | 1⁄2       | Agosto 1800                                                                                          | Eletto per terminare il mandato di King Rassegnò le dimissioni                                                                         |
| 2                                        | 6                                        | John Laurance (1750-1810)                |                                          | Federalista                              | 8 dicembre 1796                          | 1⁄2       | Agosto 1800                                                                                          | Eletto per terminare il mandato di King Rassegnò le dimissioni                                                                         |
| Vacante                                  | Vacante                                  | Vacante                                  | Vacante                                  | Agosto 1800                              | 8 gennaio 1801                           | 1⁄2       | | |
| 3                                        |                                          | John Armstrong, Jr. (1758-1843)          | Democratico- Repubblicano                | 8 gennaio 1801                           | 5 febbraio 1802                          | 1⁄2       | Eletto per terminare il mandato di Laurance                                                          | |
| 3                                        | 7                                        | John Armstrong, Jr. (1758-1843)          | Democratico- Repubblicano                | 8 gennaio 1801                           | 5 febbraio 1802                          | 1⁄2       | Rieletto nel 1801 Rassegnò le dimissioni                                                             | |
| Vacante                                  | Vacante                                  | Vacante                                  | Vacante                                  | 5 febbraio 1802                          | 23 febbraio 1802                         | 1⁄2       | | |
| 4                                        | 7                                        |                                          | DeWitt Clinton (1769-1828)               | Democratico- Repubblicano                | 23 febbraio 1802                         | 1⁄2       | 4 novembre 1803                                                                                      | Eletto per terminare il mandato di Armstrong Rassegnò le dimissioni                                                                    |
| 4                                        | 8                                        |                                          | DeWitt Clinton (1769-1828)               | Democratico- Repubblicano                | 23 febbraio 1802                         | 1⁄2       | 4 novembre 1803                                                                                      | Eletto per terminare il mandato di Armstrong Rassegnò le dimissioni                                                                    |
| Vacante                                  | Vacante                                  | Vacante                                  | Vacante                                  | 4 novembre 1803                          | 8 dicembre 1803                          | 1⁄2       | | |
| 5                                        |                                          | John Armstrong, Jr. (1758-1843)          | Democratico- Repubblicano                | 8 dicembre 1803                          | 23 febbraio 1804                         | 1⁄2       | Nominato per continuare il mandato di Clinton. Rassegnò le dimissioni; Eletto al seggio di Classe 1. | |
| 6                                        |                                          | John Smith (1752-1816)                   | Democratico- Repubblicano                | 23 febbraio 1804                         | 3 marzo 1813                             | 1⁄2       | Eletto per terminare il mandato di Armstrong                                                         | |
| 6                                        | 9                                        | John Smith (1752-1816)                   | Democratico- Repubblicano                | 23 febbraio 1804                         | 3 marzo 1813                             | 1⁄2       | Eletto per terminare il mandato di Armstrong                                                         | |
| 6                                        | 10                                       | John Smith (1752-1816)                   | Democratico- Repubblicano                | 23 febbraio 1804                         | 3 marzo 1813                             | 1         | Rieletto nel 1807                                                                                    | |
| 6                                        | 11                                       | John Smith (1752-1816)                   | Democratico- Repubblicano                | 23 febbraio 1804                         | 3 marzo 1813                             | 1         | Rieletto nel 1807                                                                                    | |
| 6                                        | 12                                       | John Smith (1752-1816)                   | Democratico- Repubblicano                | 23 febbraio 1804                         | 3 marzo 1813                             | 1         | Rieletto nel 1807                                                                                    | |
| 7                                        |                                          | Rufus King (1755-1827)                   | Federalista                              | 4 marzo 1813                             | 3 marzo 1819                             | 13        | 1 | Eletto nel 1813 Il legislatore non riuscì a rieleggerlo                                                                                |
| 7                                        | 14                                       | Rufus King (1755-1827)                   | Federalista                              | 4 marzo 1813                             | 3 marzo 1819                             |           | 1 | Eletto nel 1813 Il legislatore non riuscì a rieleggerlo                                                                                |
| 7                                        | 15                                       | Rufus King (1755-1827)                   | Federalista                              | 4 marzo 1813                             | 3 marzo 1819                             |           | 1 | Eletto nel 1813 Il legislatore non riuscì a rieleggerlo                                                                                |
| 7                                        | Vacante                                  | Vacante                                  | Vacante                                  | 4 marzo 1819                             | 25 gennaio 1820                          | 16        | 1⁄2                                                                                                  | |
| 7                                        |                                          | Rufus King (1755-1827)                   | Federalista                              | 25 gennaio 1820                          | 3 marzo 1825                             | 16        | 1⁄2                                                                                                  | Rieletto tardi Si ritirò a causa dell'età avanzata                                                                                     |
| 7                                        | 17                                       | Rufus King (1755-1827)                   | Federalista                              | 25 gennaio 1820                          | 3 marzo 1825                             |           | 1⁄2                                                                                                  | Rieletto tardi Si ritirò a causa dell'età avanzata                                                                                     |
| 7                                        | 18                                       | Rufus King (1755-1827)                   | Federalista                              | 25 gennaio 1820                          | 3 marzo 1825                             |           | 1⁄2                                                                                                  | Rieletto tardi Si ritirò a causa dell'età avanzata                                                                                     |
| Vacante                                  | Vacante                                  | Vacante                                  | Vacante                                  | 4 marzo 1825                             | 31 gennaio 1826                          | 19        | 1⁄2                                                                                                  | Elezione del 1825-26 |
| 8                                        |                                          | Nathan Sanford (1777-1838)               | Anti- Jacksoniano                        | 31 gennaio 1826                          | 3 marzo 1831                             | 19        | 1⁄2                                                                                                  | Eletto tardi Ritiratosi |
| 8                                        | Adams                                    | Nathan Sanford (1777-1838)               | 20                                       | 31 gennaio 1826                          | 3 marzo 1831                             |           | 1⁄2                                                                                                  | Eletto tardi Ritiratosi |
| 8                                        | Anti- Jacksoniano                        | Nathan Sanford (1777-1838)               | 21                                       | 31 gennaio 1826                          | 3 marzo 1831                             |           | 1⁄2                                                                                                  | Eletto tardi Ritiratosi |
| 9                                        |                                          | William L. Marcy (1786-1857)             | Jacksoniano                              | 4 marzo 1831                             | 1 gennaio 1833                           | 22        | 1⁄2                                                                                                  | Eletto nel 1831 Rassegnò le dimissioni; eletto Governatore                                                                             |
| Vacante                                  | Vacante                                  | Vacante                                  | Vacante                                  | 1 gennaio 1833                           | 14 gennaio 1833                          | 22        | 1⁄2                                                                                                  | |
| 10                                       |                                          | Silas Wright, Jr. (1795-1847)            | Jacksoniano                              | 14 gennaio 1833                          | 26 novembre 1844                         | 22        | 1⁄2                                                                                                  | Eletto per terminare il mandato di Marcy                                                                                               |
| 10                                       | 23                                       | Silas Wright, Jr. (1795-1847)            | Jacksoniano                              | 14 gennaio 1833                          | 26 novembre 1844                         |           | 1⁄2                                                                                                  | Eletto per terminare il mandato di Marcy                                                                                               |
| 10                                       | 24                                       | Silas Wright, Jr. (1795-1847)            | Jacksoniano                              | 14 gennaio 1833                          | 26 novembre 1844                         |           | 1⁄2                                                                                                  | Eletto per terminare il mandato di Marcy                                                                                               |
| 10                                       | Democratico                              | Silas Wright, Jr. (1795-1847)            | 25                                       | 14 gennaio 1833                          | 26 novembre 1844                         | 1         | Rieletto nel 1837                                                                                    | |
| 10                                       | Democratico                              | Silas Wright, Jr. (1795-1847)            | 26                                       | 14 gennaio 1833                          | 26 novembre 1844                         | 1         | Rieletto nel 1837                                                                                    | |
| 10                                       | Democratico                              | Silas Wright, Jr. (1795-1847)            | 27                                       | 14 gennaio 1833                          | 26 novembre 1844                         | 1         | Rieletto nel 1837                                                                                    | |
| 10                                       | Democratico                              | Silas Wright, Jr. (1795-1847)            | 28                                       | 14 gennaio 1833                          | 26 novembre 1844                         | 1⁄2       | Rieletto nel 1843 Rassegnò le dimissioni quando eletto Governatore                                   | |
| Vacante                                  | Vacante                                  | Vacante                                  | Vacante                                  | 26 novembre 1844                         | 30 novembre 1844                         | 1⁄2       | | |
| 11                                       |                                          | Henry A. Foster (1800-1889)              | 28                                       | Democratico                              | 30 novembre 1844                         | 1⁄2       | 27 gennaio 1845                                                                                      | Nominato per continuare il mandato di Wright Ritiratosi o perse rielezione                                                             |
| 12                                       |                                          | John Adams Dix (1798-1879)               | 28                                       | Democratico                              | 27 gennaio 1845                          | 1⁄2       | 3 marzo 1849                                                                                         | Eletto per terminare il mandato di Wright Perse la rielezione                                                                          |
| 12                                       | 29                                       | John Adams Dix (1798-1879)               |                                          | Democratico                              | 27 gennaio 1845                          | 1⁄2       | 3 marzo 1849                                                                                         | Eletto per terminare il mandato di Wright Perse la rielezione                                                                          |
| 12                                       | 30                                       | John Adams Dix (1798-1879)               |                                          | Democratico                              | 27 gennaio 1845                          | 1⁄2       | 3 marzo 1849                                                                                         | Eletto per terminare il mandato di Wright Perse la rielezione                                                                          |
| 13                                       |                                          | William H. Seward (1801-1872)            | Whig                                     | 4 marzo 1849                             | 3 marzo 1861                             | 31        | 11                                                                                                   | Eletto nel 1849 |
| 13                                       | 32                                       | William H. Seward (1801-1872)            | Whig                                     | 4 marzo 1849                             | 3 marzo 1861                             |           | 11                                                                                                   | Eletto nel 1849 |
| 13                                       | 33                                       | William H. Seward (1801-1872)            | Whig                                     | 4 marzo 1849                             | 3 marzo 1861                             |           | 11                                                                                                   | Eletto nel 1849 |
| 13                                       | Repubblicano                             | William H. Seward (1801-1872)            | 34                                       | 4 marzo 1849                             | 3 marzo 1861                             | 12        | Rieletto nel 1855 Ritiratosi per correre come Presidente                                             | |
| 13                                       | Repubblicano                             | William H. Seward (1801-1872)            | 35                                       | 4 marzo 1849                             | 3 marzo 1861                             | 12        | Rieletto nel 1855 Ritiratosi per correre come Presidente                                             | |
| 13                                       | Repubblicano                             | William H. Seward (1801-1872)            | 36                                       | 4 marzo 1849                             | 3 marzo 1861                             | 12        | Rieletto nel 1855 Ritiratosi per correre come Presidente                                             | |
| 14                                       |                                          | Ira Harris (1802-1875)                   | Repubblicano                             | 4 marzo 1861                             | 3 marzo 1867                             | 37        | 13                                                                                                   | Eletto nel 1861 Perse la rinomina |
| 14                                       | 38                                       | Ira Harris (1802-1875)                   | Repubblicano                             | 4 marzo 1861                             | 3 marzo 1867                             |           | 13                                                                                                   | Eletto nel 1861 Perse la rinomina |
| 14                                       | 39                                       | Ira Harris (1802-1875)                   | Repubblicano                             | 4 marzo 1861                             | 3 marzo 1867                             |           | 13                                                                                                   | Eletto nel 1861 Perse la rinomina |
| 15                                       |                                          | Roscoe Conkling (1829-1888)              | Repubblicano                             | 4 marzo 1867                             | 16 maggio 1881                           | 40        | 1 | Eletto nel 1867 |
| 15                                       | 41                                       | Roscoe Conkling (1829-1888)              | Repubblicano                             | 4 marzo 1867                             | 16 maggio 1881                           |           | 1 | Eletto nel 1867 |
| 15                                       | 42                                       | Roscoe Conkling (1829-1888)              | Repubblicano                             | 4 marzo 1867                             | 16 maggio 1881                           |           | 1 | Eletto nel 1867 |
| 15                                       | 43                                       | Roscoe Conkling (1829-1888)              | Repubblicano                             | 4 marzo 1867                             | 16 maggio 1881                           | 2         | Rieletto nel 1873                                                                                    | |
| 15                                       | 44                                       | Roscoe Conkling (1829-1888)              | Repubblicano                             | 4 marzo 1867                             | 16 maggio 1881                           | 2         | Rieletto nel 1873                                                                                    | |
| 15                                       | 45                                       | Roscoe Conkling (1829-1888)              | Repubblicano                             | 4 marzo 1867                             | 16 maggio 1881                           | 2         | Rieletto nel 1873                                                                                    | |
| 15                                       | 46                                       | Roscoe Conkling (1829-1888)              | Repubblicano                             | 4 marzo 1867                             | 16 maggio 1881                           | 1⁄2       | Rieletto nel 1879 Rassegnò le dimissioni per protestare contro le nomina federali del Presidente     | |
| 15                                       | 47                                       | Roscoe Conkling (1829-1888)              | Repubblicano                             | 4 marzo 1867                             | 16 maggio 1881                           | 1⁄2       | Rieletto nel 1879 Rassegnò le dimissioni per protestare contro le nomina federali del Presidente     | |
| Vacante                                  | Vacante                                  | Vacante                                  | Vacante                                  | 16 maggio 1881                           | 11 ottobre 1881                          | 1⁄2       | | |
| 16                                       |                                          | Elbridge G. Lapham (1814-1890)           | Repubblicano                             | 11 ottobre 1881                          | 3 marzo 1885                             | 1⁄2       | Eletto per terminare il mandato di Conkling Ritiratosi                                               | |
| 16                                       | 48                                       | Elbridge G. Lapham (1814-1890)           | Repubblicano                             | 11 ottobre 1881                          | 3 marzo 1885                             | 1⁄2       | Eletto per terminare il mandato di Conkling Ritiratosi                                               | |
| 16                                       |                                          | William M. Evarts (1818-1901)            | Repubblicano                             | 4 marzo 1885                             | 3 marzo 1891                             | 49        | 1 | Eletto nel 1885 Perse la rielezione |
| 16                                       | 50                                       | William M. Evarts (1818-1901)            | Repubblicano                             | 4 marzo 1885                             | 3 marzo 1891                             |           | 1 | Eletto nel 1885 Perse la rielezione |
| 16                                       | 51                                       | William M. Evarts (1818-1901)            | Repubblicano                             | 4 marzo 1885                             | 3 marzo 1891                             |           | 1 | Eletto nel 1885 Perse la rielezione |
| Vacante                                  | Vacante                                  | Vacante                                  | Vacante                                  | 4 marzo 1891                             | 7 gennaio 1892                           | 52        | | |
| 18                                       |                                          | David B. Hill (1843-1910)                | Democratico                              | 7 gennaio 1892                           | 3 marzo 1897                             | 52        | 1 | Eletto nel 1891, assunse la carica solo dopo la fine del mandato come Governatore Perse la rielezione                                  |
| 18                                       | 53                                       | David B. Hill (1843-1910)                | Democratico                              | 7 gennaio 1892                           | 3 marzo 1897                             |           | 1 | Eletto nel 1891, assunse la carica solo dopo la fine del mandato come Governatore Perse la rielezione                                  |
| 18                                       | 54                                       | David B. Hill (1843-1910)                | Democratico                              | 7 gennaio 1892                           | 3 marzo 1897                             |           | 1 | Eletto nel 1891, assunse la carica solo dopo la fine del mandato come Governatore Perse la rielezione                                  |
| 19                                       |                                          | Thomas C. Platt (1833-1910)              | Repubblicano                             | 4 marzo 1897                             | 3 marzo 1909                             | 55        | 1 | Eletto nel 1897 |
| 19                                       | 56                                       | Thomas C. Platt (1833-1910)              | Repubblicano                             | 4 marzo 1897                             | 3 marzo 1909                             |           | 1 | Eletto nel 1897 |
| 19                                       | 57                                       | Thomas C. Platt (1833-1910)              | Repubblicano                             | 4 marzo 1897                             | 3 marzo 1909                             |           | 1 | Eletto nel 1897 |
| 19                                       | 58                                       | Thomas C. Platt (1833-1910)              | Repubblicano                             | 4 marzo 1897                             | 3 marzo 1909                             | 2         | Rieletto nel 1903 Ritiratosi                                                                         | |
| 19                                       | 59                                       | Thomas C. Platt (1833-1910)              | Repubblicano                             | 4 marzo 1897                             | 3 marzo 1909                             | 2         | Rieletto nel 1903 Ritiratosi                                                                         | |
| 19                                       | 60                                       | Thomas C. Platt (1833-1910)              | Repubblicano                             | 4 marzo 1897                             | 3 marzo 1909                             | 2         | Rieletto nel 1903 Ritiratosi                                                                         | |
| 20                                       |                                          | Elihu Root (1845-1937)                   | Repubblicano                             | 4 marzo 1909                             | 3 marzo 1915                             | 61        | 1 | Eletto nel 1909 Ritiratosi |
| 20                                       | 62                                       | Elihu Root (1845-1937)                   | Repubblicano                             | 4 marzo 1909                             | 3 marzo 1915                             |           | 1 | Eletto nel 1909 Ritiratosi |
| 20                                       | 63                                       | Elihu Root (1845-1937)                   | Repubblicano                             | 4 marzo 1909                             | 3 marzo 1915                             |           | 1 | Eletto nel 1909 Ritiratosi |
| 21                                       |                                          | James W. Wadsworth, Jr. (1877-1952)      | Repubblicano                             | 4 marzo 1915                             | 3 marzo 1927                             | 64        | 1 | Eletto nel 1914 |
| 21                                       | 65                                       | James W. Wadsworth, Jr. (1877-1952)      | Repubblicano                             | 4 marzo 1915                             | 3 marzo 1927                             |           | 1 | Eletto nel 1914 |
| 21                                       | 66                                       | James W. Wadsworth, Jr. (1877-1952)      | Repubblicano                             | 4 marzo 1915                             | 3 marzo 1927                             |           | 1 | Eletto nel 1914 |
| 21                                       | 67                                       | James W. Wadsworth, Jr. (1877-1952)      | Repubblicano                             | 4 marzo 1915                             | 3 marzo 1927                             | 2         | Rieletto nel 1920 Perse la rielezione                                                                | |
| 21                                       | 68                                       | James W. Wadsworth, Jr. (1877-1952)      | Repubblicano                             | 4 marzo 1915                             | 3 marzo 1927                             | 2         | Rieletto nel 1920 Perse la rielezione                                                                | |
| 21                                       | 69                                       | James W. Wadsworth, Jr. (1877-1952)      | Repubblicano                             | 4 marzo 1915                             | 3 marzo 1927                             | 2         | Rieletto nel 1920 Perse la rielezione                                                                | |
| 22                                       |                                          | Robert F. Wagner (1877-1953)             | Democratico                              | 4 marzo 1927                             | 28 giugno 1949                           | 70        | 1 | Eletto nel 1926 |
| 22                                       | 71                                       | Robert F. Wagner (1877-1953)             | Democratico                              | 4 marzo 1927                             | 28 giugno 1949                           |           | 1 | Eletto nel 1926 |
| 22                                       | 72                                       | Robert F. Wagner (1877-1953)             | Democratico                              | 4 marzo 1927                             | 28 giugno 1949                           |           | 1 | Eletto nel 1926 |
| 22                                       | 73                                       | Robert F. Wagner (1877-1953)             | Democratico                              | 4 marzo 1927                             | 28 giugno 1949                           | 2         | Rieletto nel 1932                                                                                    | |
| 22                                       | 74                                       | Robert F. Wagner (1877-1953)             | Democratico                              | 4 marzo 1927                             | 28 giugno 1949                           | 2         | Rieletto nel 1932                                                                                    | |
| 22                                       | 75                                       | Robert F. Wagner (1877-1953)             | Democratico                              | 4 marzo 1927                             | 28 giugno 1949                           | 2         | Rieletto nel 1932                                                                                    | |
| 22                                       | 76                                       | Robert F. Wagner (1877-1953)             | Democratico                              | 4 marzo 1927                             | 28 giugno 1949                           | 3         | Rieletto nel 1938                                                                                    | |
| 22                                       | 77                                       | Robert F. Wagner (1877-1953)             | Democratico                              | 4 marzo 1927                             | 28 giugno 1949                           | 3         | Rieletto nel 1938                                                                                    | |
| 22                                       | 78                                       | Robert F. Wagner (1877-1953)             | Democratico                              | 4 marzo 1927                             | 28 giugno 1949                           | 3         | Rieletto nel 1938                                                                                    | |
| 22                                       | 79                                       | Robert F. Wagner (1877-1953)             | Democratico                              | 4 marzo 1927                             | 28 giugno 1949                           | 1⁄2       | Rieletto nel 1944 Rassegnò le dimissioni per motivi di salute                                        | |
| 22                                       | 80                                       | Robert F. Wagner (1877-1953)             | Democratico                              | 4 marzo 1927                             | 28 giugno 1949                           | 1⁄2       | Rieletto nel 1944 Rassegnò le dimissioni per motivi di salute                                        | |
| 22                                       | 81                                       | Robert F. Wagner (1877-1953)             | Democratico                              | 4 marzo 1927                             | 28 giugno 1949                           | 1⁄2       | Rieletto nel 1944 Rassegnò le dimissioni per motivi di salute                                        | |
| Vacante                                  | Vacante                                  | Vacante                                  | Vacante                                  | 28 giugno 1949                           | 7 luglio 1949                            | 1⁄2       | | |
| 23                                       |                                          | John Foster Dulles (1888-1959)           | Repubblicano                             | 7 luglio 1949                            | 3 gennaio 1950                           | 1⁄2       | Nominato per continuare il mandato di Wagner Perse l'elezione per terminare il mandato di Wagner     | |
| 24                                       |                                          | Herbert H. Lehman (1878-1963)            | Democratico                              | 3 gennaio 1950                           | 3 gennaio 1957                           | 1⁄2       | Eletto per terminare il mandato di Wagner                                                            | |
| 24                                       | 82                                       | Herbert H. Lehman (1878-1963)            | Democratico                              | 3 gennaio 1950                           | 3 gennaio 1957                           | 1         | Rieletto nel 1950 Ritiratosi                                                                         | |
| 24                                       | 83                                       | Herbert H. Lehman (1878-1963)            | Democratico                              | 3 gennaio 1950                           | 3 gennaio 1957                           | 1         | Rieletto nel 1950 Ritiratosi                                                                         | |
| 24                                       | 84                                       | Herbert H. Lehman (1878-1963)            | Democratico                              | 3 gennaio 1950                           | 3 gennaio 1957                           | 1         | Rieletto nel 1950 Ritiratosi                                                                         | |
| Vacante                                  | Vacante                                  | Vacante                                  | Vacante                                  | 3 gennaio 1957                           | 9 gennaio 1957                           | 85        | | |
| 25                                       |                                          | Jacob K. Javits (1904-1986)              | Repubblicano                             | 9 gennaio 1957                           | 3 gennaio 1981                           | 85        | 1 | Eletto nel 1956, ma assunse la carica tardi per impedire che il Governatore nominasse un rivale a succederlo come Procuratore generale |
| 25                                       | 86                                       | Jacob K. Javits (1904-1986)              | Repubblicano                             | 9 gennaio 1957                           | 3 gennaio 1981                           |           | 1 | Eletto nel 1956, ma assunse la carica tardi per impedire che il Governatore nominasse un rivale a succederlo come Procuratore generale |
| 25                                       | 87                                       | Jacob K. Javits (1904-1986)              | Repubblicano                             | 9 gennaio 1957                           | 3 gennaio 1981                           |           | 1 | Eletto nel 1956, ma assunse la carica tardi per impedire che il Governatore nominasse un rivale a succederlo come Procuratore generale |
| 25                                       | 88                                       | Jacob K. Javits (1904-1986)              | Repubblicano                             | 9 gennaio 1957                           | 3 gennaio 1981                           | 2         | Rieletto nel 1962                                                                                    | |
| 25                                       | 89                                       | Jacob K. Javits (1904-1986)              | Repubblicano                             | 9 gennaio 1957                           | 3 gennaio 1981                           | 2         | Rieletto nel 1962                                                                                    | |
| 25                                       | 90                                       | Jacob K. Javits (1904-1986)              | Repubblicano                             | 9 gennaio 1957                           | 3 gennaio 1981                           | 2         | Rieletto nel 1962                                                                                    | |
| 25                                       | 91                                       | Jacob K. Javits (1904-1986)              | Repubblicano                             | 9 gennaio 1957                           | 3 gennaio 1981                           | 3         | Rieletto nel 1968                                                                                    | |
| 25                                       | 92                                       | Jacob K. Javits (1904-1986)              | Repubblicano                             | 9 gennaio 1957                           | 3 gennaio 1981                           | 3         | Rieletto nel 1968                                                                                    | |
| 25                                       | 93                                       | Jacob K. Javits (1904-1986)              | Repubblicano                             | 9 gennaio 1957                           | 3 gennaio 1981                           | 3         | Rieletto nel 1968                                                                                    | |
| 25                                       | 94                                       | Jacob K. Javits (1904-1986)              | Repubblicano                             | 9 gennaio 1957                           | 3 gennaio 1981                           | 4         | Rieletto nel 1974 Perse la rielezione                                                                | |
| 25                                       | 95                                       | Jacob K. Javits (1904-1986)              | Repubblicano                             | 9 gennaio 1957                           | 3 gennaio 1981                           | 4         | Rieletto nel 1974 Perse la rielezione                                                                | |
| 25                                       | 96                                       | Jacob K. Javits (1904-1986)              | Repubblicano                             | 9 gennaio 1957                           | 3 gennaio 1981                           | 4         | Rieletto nel 1974 Perse la rielezione                                                                | |
| 26                                       |                                          | Al D'Amato (1937-)                       | Repubblicano                             | 3 gennaio 1981                           | 3 gennaio 1999                           | 97        | 1 | Eletto nel 1980 |
| 26                                       | 98                                       | Al D'Amato (1937-)                       | Repubblicano                             | 3 gennaio 1981                           | 3 gennaio 1999                           |           | 1 | Eletto nel 1980 |
| 26                                       | 99                                       | Al D'Amato (1937-)                       | Repubblicano                             | 3 gennaio 1981                           | 3 gennaio 1999                           |           | 1 | Eletto nel 1980 |
| 26                                       | 100                                      | Al D'Amato (1937-)                       | Repubblicano                             | 3 gennaio 1981                           | 3 gennaio 1999                           | 2         | Rieletto nel 1986                                                                                    | |
| 26                                       | 101                                      | Al D'Amato (1937-)                       | Repubblicano                             | 3 gennaio 1981                           | 3 gennaio 1999                           | 2         | Rieletto nel 1986                                                                                    | |
| 26                                       | 102                                      | Al D'Amato (1937-)                       | Repubblicano                             | 3 gennaio 1981                           | 3 gennaio 1999                           | 2         | Rieletto nel 1986                                                                                    | |
| 26                                       | 103                                      | Al D'Amato (1937-)                       | Repubblicano                             | 3 gennaio 1981                           | 3 gennaio 1999                           | 3         | Rieletto nel 1992 Perse la rielezione                                                                | |
| 26                                       | 104                                      | Al D'Amato (1937-)                       | Repubblicano                             | 3 gennaio 1981                           | 3 gennaio 1999                           | 3         | Rieletto nel 1992 Perse la rielezione                                                                | |
| 26                                       | 105                                      | Al D'Amato (1937-)                       | Repubblicano                             | 3 gennaio 1981                           | 3 gennaio 1999                           | 3         | Rieletto nel 1992 Perse la rielezione                                                                | |
| 27                                       |                                          | Chuck Schumer (1950-)                    | Democratico                              | 3 gennaio 1999                           | in carica                                | 106       | 1 | Eletto nel 1998 |
| 27                                       | 107                                      | Chuck Schumer (1950-)                    | Democratico                              | 3 gennaio 1999                           | in carica                                |           | 1 | Eletto nel 1998 |
| 27                                       | 108                                      | Chuck Schumer (1950-)                    | Democratico                              | 3 gennaio 1999                           | in carica                                |           | 1 | Eletto nel 1998 |
| 27                                       | 109                                      | Chuck Schumer (1950-)                    | Democratico                              | 3 gennaio 1999                           | in carica                                | 2         | Rieletto nel 2004                                                                                    | |
| 27                                       | 110                                      | Chuck Schumer (1950-)                    | Democratico                              | 3 gennaio 1999                           | in carica                                | 2         | Rieletto nel 2004                                                                                    | |
| 27                                       | 111                                      | Chuck Schumer (1950-)                    | Democratico                              | 3 gennaio 1999                           | in carica                                | 2         | Rieletto nel 2004                                                                                    | |
| 27                                       | 112                                      | Chuck Schumer (1950-)                    | Democratico                              | 3 gennaio 1999                           | in carica                                | 3         | Rieletto nel 2010                                                                                    | |
| 27                                       | 113                                      | Chuck Schumer (1950-)                    | Democratico                              | 3 gennaio 1999                           | in carica                                | 3         | Rieletto nel 2010                                                                                    | |
| 27                                       | 114                                      | Chuck Schumer (1950-)                    | Democratico                              | 3 gennaio 1999                           | in carica                                | 3         | Rieletto nel 2010                                                                                    | |
| 27                                       | 115                                      | Chuck Schumer (1950-)                    | Democratico                              | 3 gennaio 1999                           | in carica                                | 4         | Rieletto nel 2016                                                                                    | |
| 27                                       | 116                                      | Chuck Schumer (1950-)                    | Democratico                              | 3 gennaio 1999                           | in carica                                | 4         | Rieletto nel 2016                                                                                    | |
| 27                                       | 117                                      | Chuck Schumer (1950-)                    | Democratico                              | 3 gennaio 1999                           | in carica                                | 4         | Rieletto nel 2016                                                                                    | |
| 27                                       | 118                                      | Chuck Schumer (1950-)                    | Democratico                              | 3 gennaio 1999                           | in carica                                | 5         | Rieletto nel 2022                                                                                    | |
| 27                                       | 119                                      | Chuck Schumer (1950-)                    | Democratico                              | 3 gennaio 1999                           | in carica                                | 5         | Rieletto nel 2022                                                                                    | |
| 27                                       | 120                                      | Chuck Schumer (1950-)                    | Democratico                              | 3 gennaio 1999                           | in carica                                | 5         | Rieletto nel 2022                                                                                    | |
| Da determinarsi con le elezioni del 2028 | Da determinarsi con le elezioni del 2028 | Da determinarsi con le elezioni del 2028 | Da determinarsi con le elezioni del 2028 | Da determinarsi con le elezioni del 2028 | Da determinarsi con le elezioni del 2028 | 121       | | |
| Da determinarsi con le elezioni del 2028 | Da determinarsi con le elezioni del 2028 | Da determinarsi con le elezioni del 2028 | Da determinarsi con le elezioni del 2028 | Da determinarsi con le elezioni del 2028 | Da determinarsi con le elezioni del 2028 | 122       | | |
| Da determinarsi con le elezioni del 2028 | Da determinarsi con le elezioni del 2028 | Da determinarsi con le elezioni del 2028 | Da determinarsi con le elezioni del 2028 | Da determinarsi con le elezioni del 2028 | Da determinarsi con le elezioni del 2028 | 123       | | |